# Carolina Izsak
Carolina Eva Izsak Keményfy (Caracas, 21 settembre 1971) è una modella venezuelana, eletta Miss Venezuela 1991.
Di origini ungheresi, è stata incoronata Miss Venezuela 1991 in rappresentanza dello stato di Amazonas. La seconda classificata del concorso, Ninibeth Leal di Zulia, ha rappresentato il Venezuela a Miss Mondo 1991 al posto della Izsak.
Nel maggio 1992 ha rappresentato la propria nazione a Miss Universo 1992, tenutosi a Bangkok in Thailandia classificandosi fra le ultime dieci semifinaliste.
Dopo il concorso, Carolina Izsak è ritornata in Venezuela, dove ha completato gli studi di architettura presso l'Universidad Simón Bolívar, ed in seguito si è sposata, ed ha abbandonato il mondo dello spettacolo per crescere i propri figli.